# منتجع الأرز للتزلج
يقع منتجع الأرز للتزلج في جبال بشري في شمال لبنان، في المنطقة الطبيعية المعروفة باسم أرز الرب. 

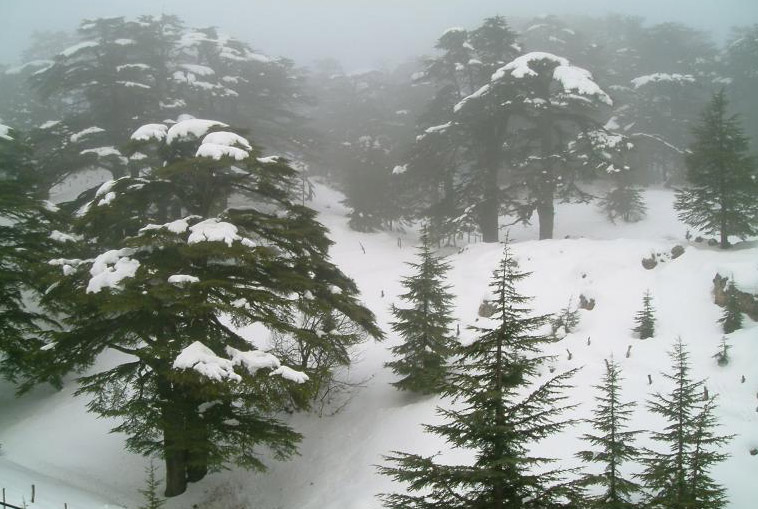
منتجع الأرز للتزلج

تعتبر أقدم منطقة للتزلج في لبنان وموطن أول مصعد للتزلج في لبنان، تم بنائه في عام 1953، يبعد المنتجع حوالي ساعتين بالسيارة و 130 كيلومتر (81 ميل) من بيروت.
يتميز منتجع الأرز بموسم أطول بقليل من غيره، ويبدأ في بعض الأحيان في أوائل نوفمبر ويستمر حتى نهاية شهر أبريل،
بالإضافة إلى غابة الأرز، هناك العديد من المواقع ذات الأهمية في المنطقة، منها قرية بشاري وهي قرية الأرز مسقط رأس جبران خليل جبران، أشهر شاعر وفنان وروائي في لبنان. يضم متحف جبران لوحاته ورسوماته وأغراضه الشخصية، هناك عدد من الكنائس المارونية والأديرة المنتشرة في جميع أنحاء وادي قاديشا الصوفي.
في صيف عام 2005 قام منتجع Cedars بتثبيت 3 كراسي متحركة جديدة لاستبدال قضبان T القديمة وتوسيع مسارات التزلج. وتم في الآونة الأخيرة استثمار 15 مليون دولار أمريكي لتحسين المرافق وتوسيع نطاق اللجوء إلى مستوى أعلى من حيث الإقامة والمعدات والسلامة والخدمات.